# Fort Jones
Fort Jones, fundada en 1872 es una ciudad ubicada en el condado de Siskiyou en el estado estadounidense de California. En el año 2009 tenía una población de 646 habitantes y una densidad poblacional de 420.57 personas por km².

## Geografía
Fort Jones se encuentra ubicada en las coordenadas 41°36′26″N 122°50′31″O / 41.60722, -122.84194. Según la Oficina del Censo, la ciudad tiene un área total de 1,54 km² (0,6 mi²), de la cual 1,54 km² (0,6 mi²) es tierra y 0 km² (0 mi²) (0%) es agua.

## Demografía
Según la Oficina del Censo en 2000 los ingresos medios por hogar en la localidad eran de $21,563, y los ingresos medios por familia eran $25,625. Los hombres tenían unos ingresos medios de $31,058 frente a los $16,875 para las mujeres. La renta per cápita para la localidad era de $15,301. Alrededor del 26.0% de la población estaban por debajo del umbral de pobreza.